# Methods of Mayhem
Methods of Mayhem (zkráceně MoM) je americká nu/rap metal/rap rocková kapela (nebo spíše hudební projekt) založená v roce 1999 bubeníkem Mötley Crüe Tommym Lee a rapperem Timothym Murraym (známým pod pseudonymem TiLo).
Stejnojmenné debutové album Methods of Mayhem vyšlo v prosinci 1999. Na nahrávání se podílelo několik hostů z hudební branže, např. Fred Durst z Limp Bizkit, Kid Rock, Snoop Dogg, Scott Kirkland a Ken Jordan ze The Crystal Method, U-God z Wu-Tang Clan, Mix Master Mike z Beastie Boys atd.
K roku 2025 kapela vydala dvě studiová alba.

## Diskografie
Studiová alba
- Methods of Mayhem (1999)
- A Public Disservice Announcement (2010)